# Maisan (Gouvernement)
Maisan (arabisch ميسان, DMG Maysān) ist ein irakisches Gouvernement im Südosten des Landes an der Grenze zu Iran. Die Hauptstadt ist Amara. 
Die Distrikte sind:
- al-Amara
- al-Kahla'
- al-Maimuna
- al-Madschar al-kabir
- Ali al-Gharbi
- Qal'at Salih

Das Gouvernement hat eine Fläche von 16.072 km² und die Bevölkerungszahl beläuft sich auf 754.810 (2005). Der Hauptteil der Bevölkerung stellen die schiitischen Araber. Daneben ist sie auch Heimat der sogenannten Marsch-Araber. Das Gouvernement war im Iran-Irak-Krieg von 1980 bis 1988 einer der Hauptkriegsschauplätze. 
Seit dem Fall des irakischen Staatspräsidenten Saddam Hussein 2003 wird darüber diskutiert, die Provinz mit den zwei anderen Provinzen Basra und Dhi Qar zu einer schiitischen autonomen Region zusammenzuschließen. Für die neue Verfassung stimmten am 15. Oktober 2005 von 254.067 Wählern 97,79 % mit Ja. 